# Cung điện Alfred Biedermann ở Łódź

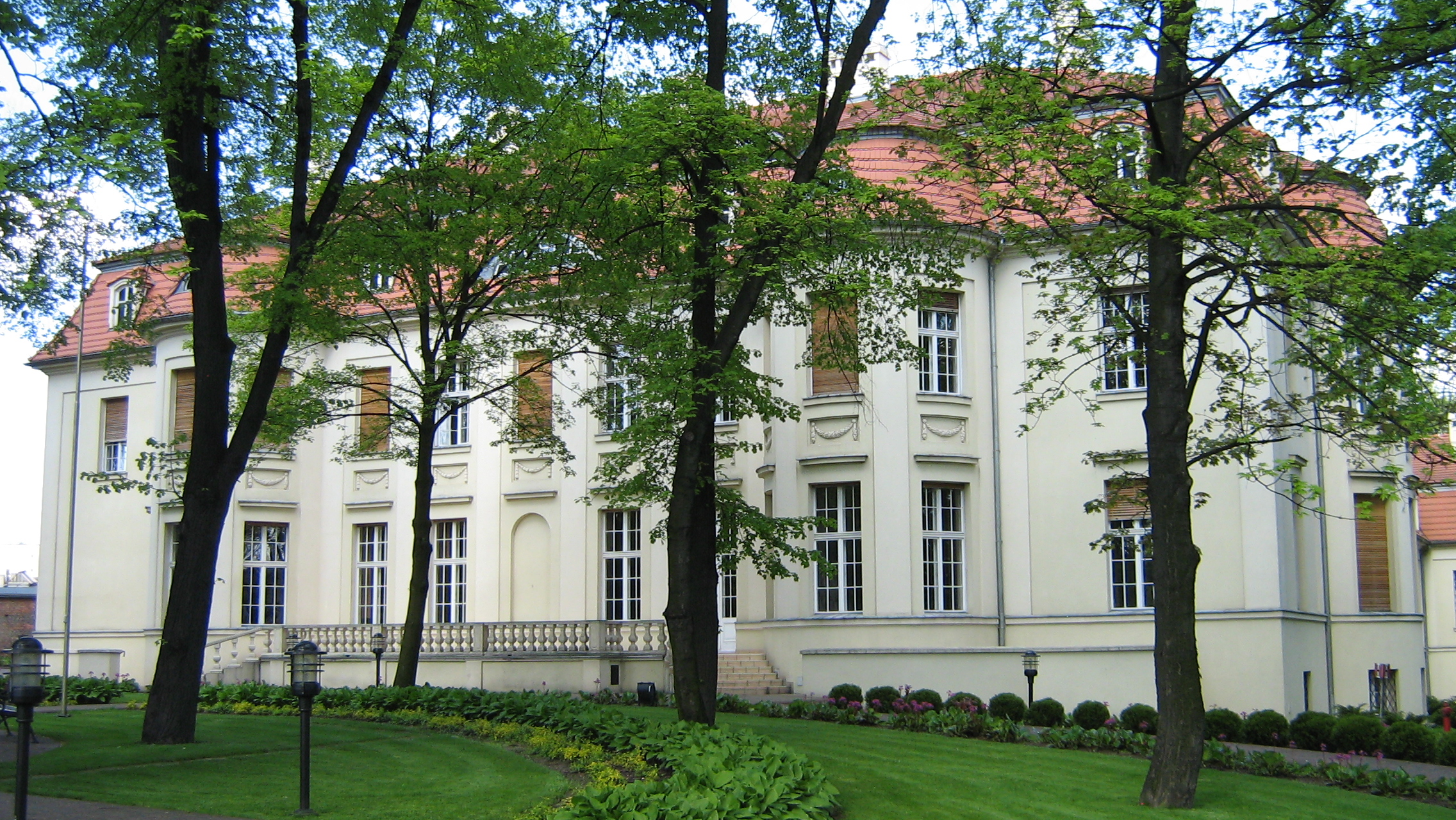
Cung điện Alfred Biedermann ở Łódź (2008)

Cung điện Alfred Biedermann ở Łódź (tiếng Ba Lan: Pałac Alfreda Biedermanna w Łodzi) là một cung điện có từ năm 1912, tọa lạc ở số 1/5 Phố Franciszkańska, thuộc thành phố Łódź, Ba Lan. Công trình kiến trúc này được ghi vào sổ đăng ký di tích theo số A/271 vào ngày 16 tháng 9 năm 1980.

## Lược sử hình thành
Năm 1912, cung điện được xây dựng dành cho Alfred Biedermann (1866–1936), một ông trùm ngành dệt may, đồng thời là một trong những người sáng lập hệ thống xe điện ở Łódź. Vào tháng 1 năm 2008, Đại học Łódź trở thành chủ sở hữu của công trình kiến trúc này. Kể từ năm học 2004-2005, cung điện là trụ sở cho Khoa Lịch sử Nghệ thuật và Viện Văn hóa Đương đại của Đại học Łódź.

## Kiến trúc
Cung điện Alfred Biedermann gồm hai tòa nhà hình chữ nhật được liên kết với nhau. Toà nhà chính gồm hai tầng, có ba gian, một tầng hầm và một tầng lửng còn sử dụng được. Cả cung điện được lợp bằng mái mansard (các mặt bên của mái nhà đối xứng với nhau). Nội thất bên trong cung điện được trang trí phong phú với nhiều bức tranh, tác phẩm điêu khắc và thảm.